# Bölcsek köve (Fullmetal Alchemist)
A Fullmetal Alchemist című anime és manga egyik központi eleme, aminek megszerzése, vagy létrehozása számos főszereplő cselekvő indoka.
A Bölcsek Kövének legendáján alapul, ami a hagyomány szerint képes volt arannyá változtatni más elemeket, illetve birtokosát örök élettel ruházta fel. A Fullmetal Alchemist-ben szereplő kő hasonlóképpen legendás tétel, ami megengedi a tulajdonosának, hogy megkerülje az Egyenértékűség Törvényét.
A történet anime adaptációjában léteznek úgynevezett „Vörös Kövek”, amikre esetenként a „Tökéletlen Bölcsek Köve” és a „Hamis Bölcsek Köve” kifejezést is használják. Ezek egy folyékony mérgező anyagból, a Vörös Vízből transzmutálhatók. Mivel ez a fajta kő nem teljes, így kisebb értékű a valódi kőnél és előállítani is könnyebb. A használóját képességei kiterjesztéséhez segítheti. Mivel sokszor térnek vissza mérgező hatására, az anyaga valószínűleg cinnabarit, más néven higanyszulfid.

## A kő előállítása

### A mangában
A Bölcsek Kövének nyersanyaga a Fullmetal Alchemist mangában számos emberi élet, akár több millió is. Az első kő a történelemben az „Apa” nevű rejtélyes figura által készült, aki Xerxes népének lelkeit használta fel.
Ez volt az alapja a mítosznak, ami egy olyan országról mesélt, ami egyetlen éjszaka alatt tűnt el a föld színéről.

### Az animében
- A „Vörös Kő” kikristályosítható az erősen mérgező „Vörös Vízből”. A víz halálos párát bocsát ki, ami szélesen szétterülhet. Kristályosításához a legkönnyebb módszer az anyag bejuttatása egy terhes nő méhébe, majd szilárd formában sebészileg eltávolítani, megölve az anyát és a magzatot.
- A lassú és drága kémiai eljárás szintén lehetséges, de az így nyert Kövek rendszerint nagyon kicsik és nem túl hasznosak.
- Az igazi Kőnek nagy ára van. Csak egy mesteralkimista képes előállítani nyersanyagként emberi életek százait, vagy ezreit feláldozva. A sorozatban Hohenheim arra használja a Vörös Vizet, hogy megindítsa az eljárást és létrehozza a Bölcsek Kövét. A pestisjárványban meghaltak életei és azok, akiket boszorkányságért ítéltek halálra, mind a Kő előállítására szolgáltak. A Fullmetal Alchemist anime történetében csak Hohenheim és a heges arcú, ishvali Sebzett voltak képesek végrehajtatni ezt a rettenetes bravúrt.

A megszerzett Kőnek nincs meghatározott alakja. Az első kő izzó gyémánthoz volt hasonló, ami nem nagyobb egy teniszlabdánál. A későbbiekben pedig Sebzett karja vált Tökéletlen Bölcsek Kövévé, ami Alphonse Elric páncél-testében vált a Teljes Kővé. A transzmutáció azonban nem változtatta meg a fiú páncélos megjelenését, kivéve a sérült páncél belsejéből előderengő vörös fényt, valamint a vörös, tetoválásszerű jeleket a testén, amik korábban Sebzett karján voltak láthatók. Ezek a jelek mindannyiszor felragyognak, amikor Alphonse transzmutációs kör sugarába kerül. Azonban még ez az alak sem volt teljesen tiszta a kisfiú testét „alkotó” fém miatt, és csak miután Falánk elfogyasztotta, vált valódi Bölcsek Kövévé.

## A kő szerkezete és használata
A Bölcsek Kövét számos bravúrra fel lehet használni, úgymint gyógyítás, vagy egy emberi lélek átvitele egy új testbe. Az ilyen átvitel azzal a kockázattal jár, hogy az alkimista lelkének egyes részei sérülnek, és az új test, amely vendégül látja, bomlásnak indul.
A Kő két fajtája ugyanúgy működik. A transzmutáció képes lehet egy törött dolgot teljesen funkcionális formájába visszaállítani, legyen az kard, rádió, vagy bármi más, de az ehhez szükséges energiaforrást csak az utolsó epizódokban fedik fel.
Az energiát egy rejtélyes Kapu szolgáltatja, ami a Fullmetal Alchemist világát egy másik univerzumhoz köti, amiben úgy tűnik, más irányt vett a technikai fejlődés. Ennek a párhuzamos világnak a mintája a mi valós világunk, amiben közel történelmi hűséggel zajlanak az események. (Edward az első világháborús Zeppelin támadásába csöppen, miután Dante keresztüllöki a Kapun.)
Az anime után készült egész estés film témája, hogy a Fullmetal Alchemist világáról azt hiszik, az a misztikus Shamballa. Az elv szerint minden ebben a második világban történő halál energiát szabadít fel, ennek segítségével képesek végrehajtani transzmutációikat az alkimisták.

## Az Egyenértékűség Elve
A Kő állítólag megkerüli a Fullmetal Alchemist világában meghonosodott Egyenértékűség Elvét. (Ez kimondja: „hogyha kapni akarsz, ugyanannyit adnod is kell cserébe”.) Ez azonban nem igaz, mikor használják a Követ annak bizonyos százaléka elenyészik. Emberi átalakulások, mint egy újjáélesztés, az egész Követ felemészthetik.
Hogy az emberi transzmutáció ekvivalens cseréje miért nem egy-az-egyhez működik, miért követel több ezer életet egyetlen elhunyt feltámasztása? A Dante és Hohenheim által elmondott elmélet szerint az egyenértékűség elve hazugság.